# Tilapan
Tilapan är en ort i Mexiko.   Den ligger i kommunen San Andrés Tuxtla och delstaten Veracruz, i den sydöstra delen av landet, 400 km öster om huvudstaden Mexico City. Tilapan ligger 48 meter över havet och antalet invånare är 1 809.
Terrängen runt Tilapan är platt. Runt Tilapan är det ganska glesbefolkat, med 47 invånare per kvadratkilometer. Närmaste större samhälle är San Andres Tuxtla, 16,4 km nordost om Tilapan. Omgivningarna runt Tilapan är en mosaik av jordbruksmark och naturlig växtlighet.